# 龍門里 (臺北市)
25°01′26″N 121°32′13″E / 25.024°N 121.537°E
龍門里為台灣臺北市大安區之學府次分區轄下一里，位於臺北市建國南路二段一帶，緊鄰國立台灣大學。該里最大特色是轄區包含大安森林公園，大安森林公園所在位置屬於龍門里六鄰，但該里主要居住區域為和平東路二段以南之區域，不包含大安森林公園區域之實際居住面積為0.1642 平方公里。國民政府遷台初期，國防部聯合後勤學校之前身「兵工學校」，及國防大學理工學院之前身「陸軍理工學院」曾先後設於龍門里及相鄰之龍坡里、大學里轄區。
轄區內建國南路二段以東及和平東路二段以南之部份區域（除四、五鄰及大安森林公園以外的所有區域）屬於臺北市大安區龍坡社區，龍坡社區的範圍包括龍坡里、龍泉里、古風里、古莊里及龍門里前述之部分區域。

## 里界
- 東與：龍淵里為鄰，以和平東路二段七十六巷及九十巷為界。[2]
- 西與：龍坡里為鄰，以新生南路三段為界。
- 南與：學府里為鄰，以辛亥路二段為界。
- 北與：龍生里為鄰，以和平東路二段為界。
- 大安森林公園周邊：
  - 東與：龍生里、新龍里、龍圖里為鄰，以建國南路二段為界。
  - 北與：民炤里為鄰，以信義路三段為界。
  - 西與：福住里、龍安里為鄰，以新生南路二段為界。

## 歷史
- 臺北開拓初期，屬於大加蚋堡大灣庄龍安坡店仔附近之區域。
- 日治時期初期，屬於大安庄字龍安坡之一部份。
- 1920年（大正9年），台北建市並實施市町制，屬於大字大安字龍安坡之一部分。
- 中華民國接收台灣後，屬於龍淵里之一部分。
- 1952年（民國41年），原位於花蓮的「兵工學校」由於地震造成校舍全部損毀，自花蓮遷至此設立新校區。[3]
- 1954年（民國43年），臺北市區里調整，將龍門里從龍淵里中劃出，獨立設里；初設時所轄共21鄰，其後歷經多次調整。
- 1962年（民國51年）9月，「兵工學校」校院分制，「兵工工程學院」分編成「陸軍理工學院」，並以新生南路三段原校舍為該院院址，「兵工學校」遷往信義路一段。
- 1967年（民國56年）7月1日，臺北市升格為院轄市。
- 1968年（民國57年）7月，由原「陸軍理工學院」改編之「中正理工學院」遷出新生南路三段校區，至桃園大溪員樹林現址。
- 1978年（民國67年），建國南北路高架橋及辛亥路一、二段（原三二０號道路）開始興建，新開闢道路即為中正理工學院之部份舊校區。
- 1981年（民國70年）2月1日，辛亥路二段之新生南路口至復興南路口通車。
- 1982年（民國71年）9月1日，建國南北路高架橋之和平東路至辛亥路段通車。
- 1973年（民國62年），龍門里建國南路二段以東區域靠近辛亥路側被劃定為公共設施保留地。
- 1988年（民國77年），台北市政府決定於里內興建「龍門國中」，並開始進行私有土地之徵收，但後因軍方不願無償撥用土地，以及國立台灣師範大學教職員宿舍之住戶不願接受補償及安置辦法而延宕多年。
- 1990年（民國79年）07月1日，因臺北市全面里鄰整編，整編後所轄共17鄰。
- 1994年（民國83年）3月29日，大安森林公園開幕。
- 1994年（民國83年）7月1日，因大安森林公園之興建，原地住戶均已拆遷並無居民，原大安森林公園所在地之龍飛里及萬龍里裁併入龍門里，大安森林公園遂成為龍門里轄區。
- 1999年（民國88年）6月7日，開始拆遷龍門國中預定地上之住戶，包含國立臺灣師範大學教職員宿舍；龍門里一鄰局部拆遷，二和三鄰全部拆遷，所轄減為15鄰。
- 1999年（民國88年）6月29日，臺北市政府公告「龍安坡黃宅濂讓居」為市定古蹟，確定免於拆除。
- 2002年（民國91年），龍門國中開始動工。
- 2003年（民國92年）1月16日，臺北市里鄰整編，龍門里經整編後所轄共13鄰。
- 2004年（民國93年），龍門國中完工並開始招生。

### 歷任里長
| 屆         | 姓名       | 上任時間      | 卸任日期      | 備註                           |
| 省轄市時期 | 省轄市時期 | 省轄市時期    | 省轄市時期    | 省轄市時期                     |
| ---------- | ---------- | ------------- | ------------- | ------------------------------ |
| 1          | 黃江海     | 1954年4月     | 1957年4月     | 1954年本里自龍淵里分出         |
| 2          | 廖水秤     | 1957年4月     | 1960年7月15日 |                                |
| 3          | 廖水秤     | 1960年7月16日 | 1964年7月15日 |                                |
| 4          | 廖水秤     | 1964年7月16日 | 1968年7月15日 | 1967年7月1日臺北市升格為直轄市 |
| 院轄市時期 |            |               |               |                                |
| 1          | 廖水秤     | 1968年7月16日 | 1972年7月15日 |                                |
| 2          | 廖水秤     | 1972年7月16日 | 1976年7月15日 |                                |
| 3          | 廖水秤     | 1976年7月16日 | 1981年6月30日 | 因臺北市區里調整延任一年       |
| 4          | 廖水秤     | 1981年7月1日  | 1985年6月30日 |                                |
| 5          | 廖水秤     | 1985年7月1日  | 1990年6月30日 | 因臺北市區里調整延任一年       |
| 6          | 廖水秤     | 1990年7月1日  | 1994年6月30日 |                                |
| 7          | 廖水秤     | 1994年7月1日  | 1998年6月30日 |                                |
| 8          | 黃大經     | 1998年7月1日  | 2003年1月15日 | 因臺北市區里調整延任半年       |
| 9          | 黃大經     | 2003年1月16日 | 2007年1月15日 |                                |
| 10         | 黃大經     | 2007年1月16日 | 2011年1月15日 |                                |
| 11         | 黃大經     | 2011年1月16日 | 2015年1月15日 |                                |
| 12         | 黃絹家     | 2015年1月16日 | 2019年1月15日 | 黃大經之女                     |
| 13         | 黃絹家     | 2019年1月16日 | 2023年1月15日 |                                |
| 14         | 黃絹家     | 2023年1月16日 | 現任          |                                |

## 文化資產
- 古蹟

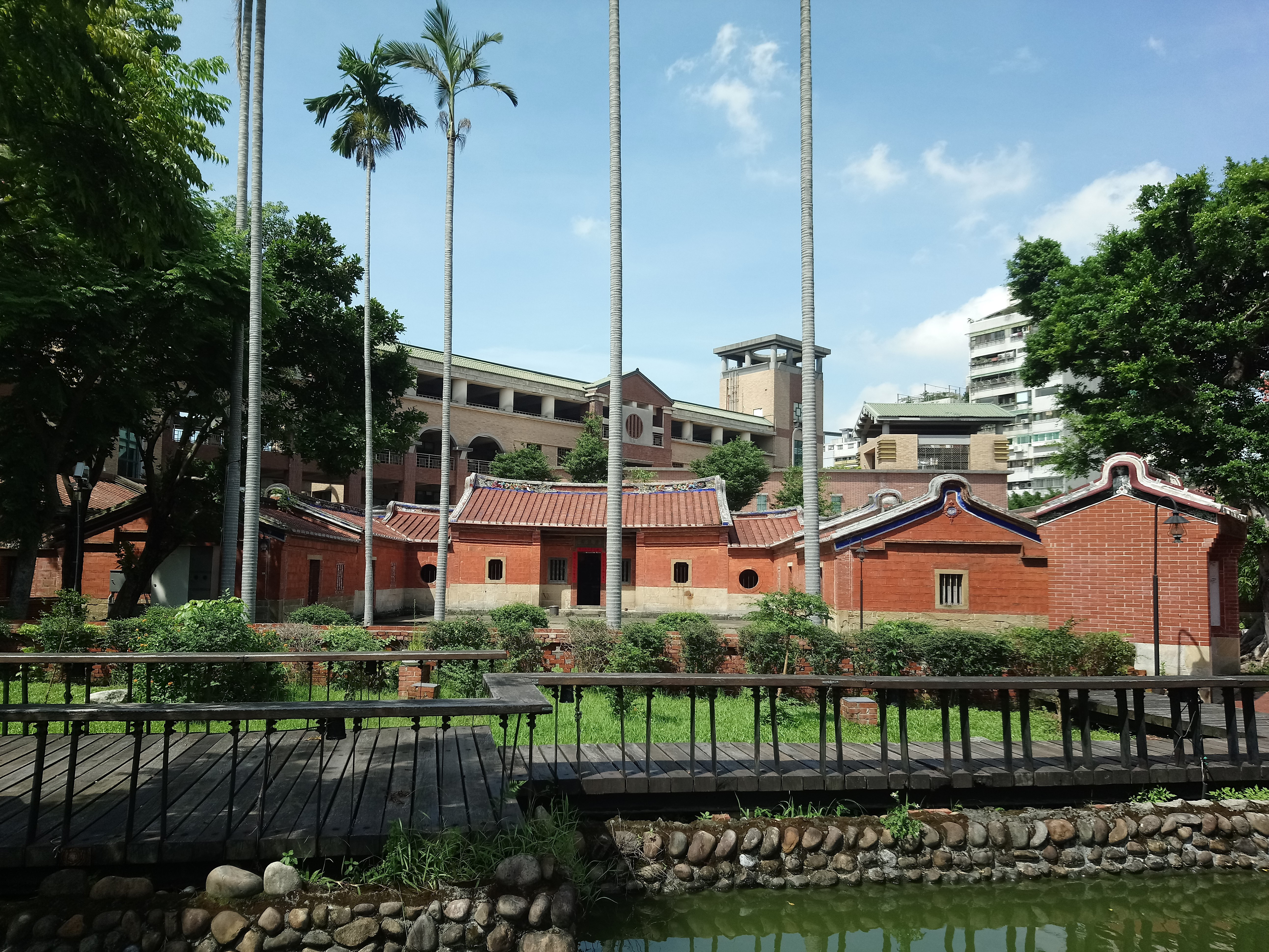
龍安坡黃宅濂讓居，後方為龍門國中校舍。

- - 龍安坡黃宅濂讓居（和平東路二段76巷4號），直轄市定古蹟，1879年建立。
- 教堂
  - 臺北靈糧堂宣教大樓（和平東路二段24號）

### 日式宿舍[5]
龍門里內原分布有於1932年至1945年間建立之日式宿舍，為龍坡里溫州街日式宿舍群之延伸，主要分布區域為新生南路三段19巷及和平東路二段18巷內；但里內日式宿舍陸近年來續遭到國有財產局處分標售，並被拆除改建為新式住宅。至2006年7月為止，里內僅存五座日式宿舍，且多數已被國有財產局標售或局部改建。此外，國立台灣師範大學舊校長宿舍亦曾座落在龍門里內，但已於2002年因興建龍門國中而拆遷。
- 和平東路二段18巷3號（木造獨棟，國有，保存狀況完整）
- 和平東路二段18巷5號（木造獨棟，已遭拆除，預計改建住宅）
- 和平東路二段18巷10號（木造獨棟，國有，保存狀況完整）
- 新生南路三段13號（木造獨棟，國有，已遭局部改建）
- 新生南路三段15號（木造獨棟，已遭拆除，預計改建為住宅）
- 新生南路三段19巷1號（木造獨棟，產權不詳，已遭局部改建）
- 新生南路三段19巷4號（木造雙併，原為國有，2006年8月標售給建商，已遭拆除，預計改建為住宅）[6]
- 新生南路三段19巷6號（磚造雙併，已遭拆除，預計改建為住宅）
- 新生南路三段19巷8號（磚造雙併，王雲五故居，已遭拆除並改建為王雲五紀念館）

|  |  |

## 公共設施
- 公園綠地
  - 大安森林公園

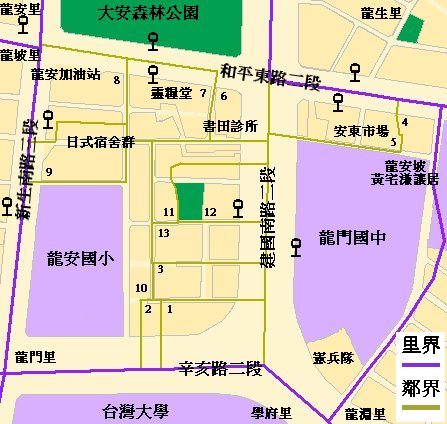
臺北市大安區龍門里周邊地圖。

  - 龍門公園（建國南路二段294巷、308巷間）
- 游泳池
  - 龍安國小游泳池
  - 龍門國中游泳池（龍門里設籍里民享有里民優惠）
- 傳統市場
  - 安東攤販市場（和平東路二段62巷）
- 收費停車場
  - 建國南路高架橋下停車場
  - 龍門國中地下停車場（龍門里設籍里民享有里民優惠）
  - 大安森林公園地下停車場（龍門里設籍里民享有里民優惠，距龍門里居住區約700公尺）
- 加油站
  - 台灣中油龍安加油站（和平東路二段及新生南路三段路口）
- 公車站站牌
  - 安東市場（東向和平東路二段56號前方）
  - 大安森林公園（和平）（東向，和平東路二段20號前方）
  - 大安森林公園（和平）（西向，和平東路二段20號對面）
  - 龍安國小（北向，新生南路三段15號前方）
  - 辛亥路口（北向，龍門國中司令台後方）
  - 辛亥路口（南向，建國南路二段304號前方）
  - 大安國宅（南向，大安森林公園周邊，距龍門里居住區約450公尺）
  - 建國南路（南向，大安森林公園周邊，距龍門里居住區約750公尺）
  - 大安森林公園（西向，大安森林公園周邊，距龍門里居住區約800公尺）
  - 信義新生路口（北向，大安森林公園周邊，距龍門里居住區約800公尺）
  - 金華新生路口（北向，大安森林公園周邊，距龍門里居住區約500公尺）

## 機關團體
- 學校

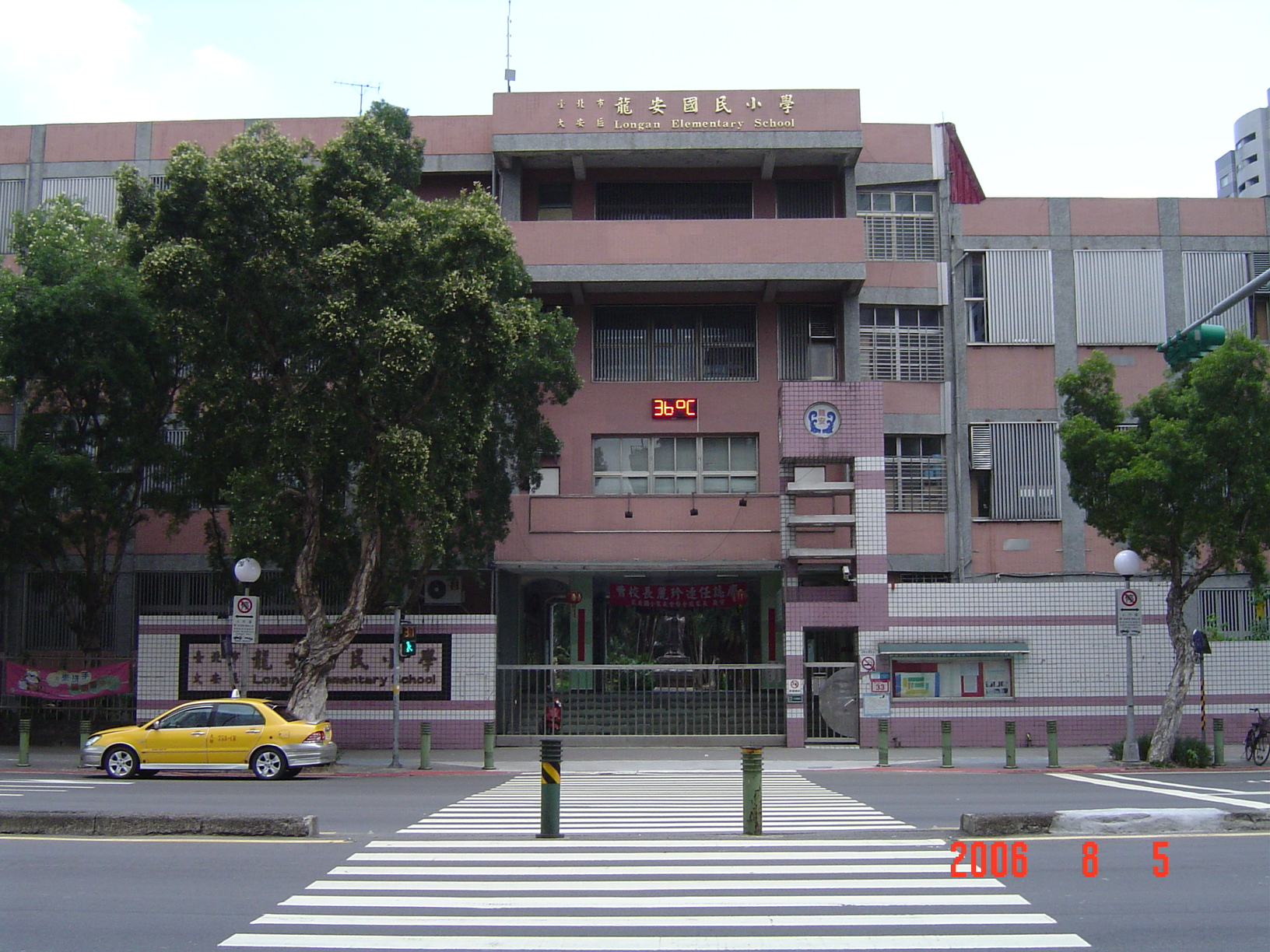
龍安國小

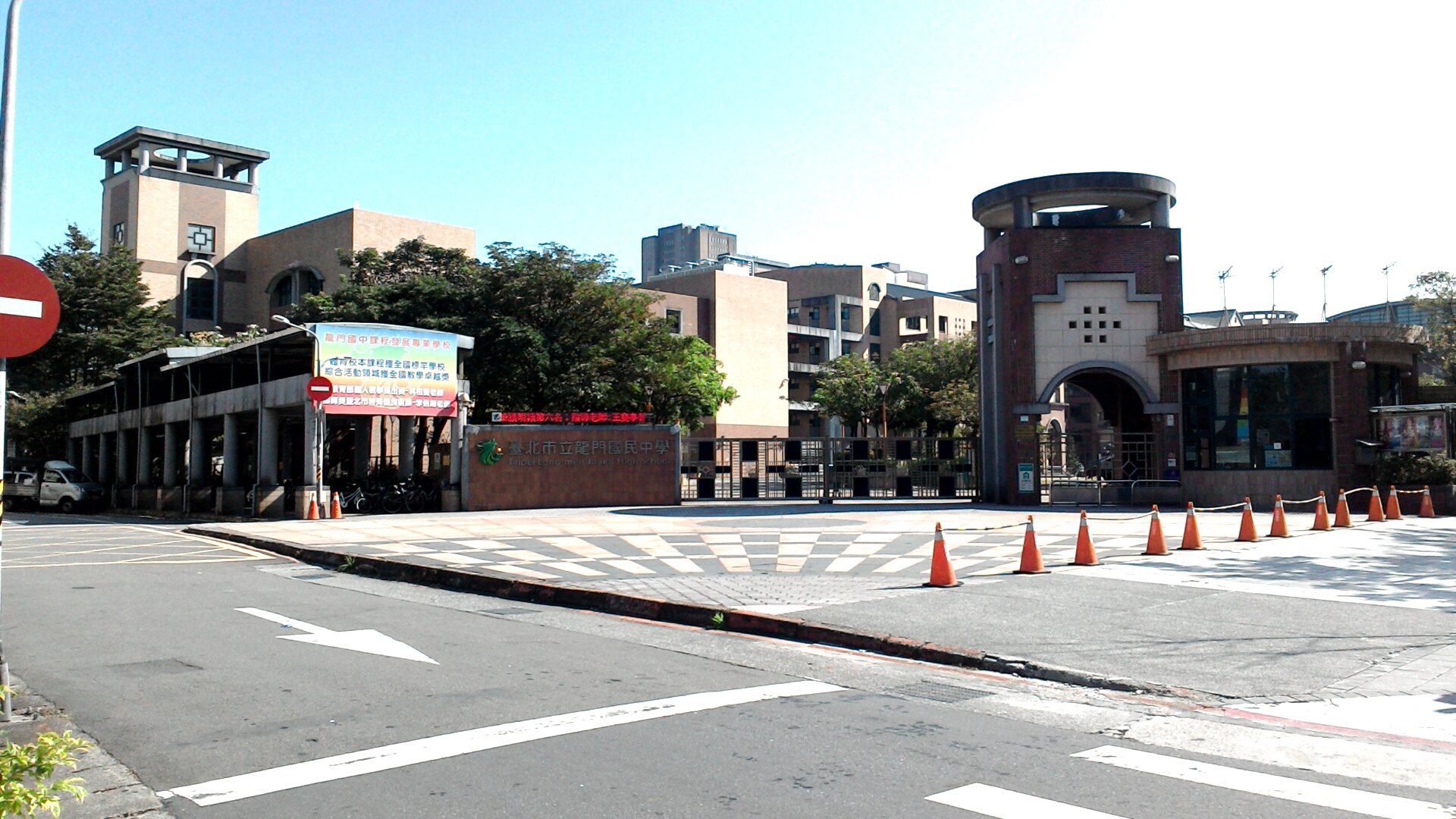
龍門國中

  - 臺北市立龍門國民中學（和平東路二段76巷4號）
  - 臺北市立龍安國民小學（新生南路三段33號）
  - 臺北市立龍安國民小學附設幼稚園（新生南路三段33號）
- 政府機關
  - 臺北市大安區清潔隊瑞安分隊（建國高架橋橋下）
  - 臺北市大安區清潔隊台大分隊（辛亥高架橋橋下）
- 民間團體
  - 王雲五紀念館（新生南路三段19巷8號）
  - 陽光社會福利基金會洗車中心（建國高架橋橋下）
- 醫療機構
  - 財團法人尹書田紀念醫院書田泌尿科眼科診所（建國南路二段276號）
  - 麗安牙醫診所（和平東路二段16號2樓）
  - 信望愛牙醫診所（和平東路二段18-1號2樓）
  - 小王子青少年兒童牙醫診所（和平東路二段40號2樓）
  - 偉恩牙醫診所（和平東路二段88號1樓）
  - 李翔耳鼻喉專科診所（和平東路二段30號1樓）
  - 志宏大腸直腸科診所（和平東路二段32號2樓）
  - 張純仁中醫診所（和平東路二段34號2樓）
  - 專心動物醫院（和平東路二段34-1號1樓）

## 學區
- 國小：
  - 全里均屬龍安國小之學區。[7]
- 國中：
  - 全里均屬龍門國中之學區。[8]

## 外部連結
- 社區相關
  - 臺北市大安區龍門里辦公處
  - 臺北市大安區龍淵里辦公處
  - 台北市大安區龍坡社區[永久]
- 學校
  - 臺北市立龍門國民中學 （页面存档备份，存于）
  - 臺北市立龍安國民小學 （页面存档备份，存于）
- 醫療機構
  - 財團法人尹書田紀念醫院書田泌尿科眼科診所 （页面存档备份，存于）
  - 小王子青少年兒童牙醫診所